# 德扬·科图罗维奇
德扬·科图罗维奇（羅馬化：Dejan Koturović，1972年3月31日—），塞尔维亚男子篮球运动员。他曾代表南联盟参加1995年国际篮联欧洲锦标赛和2002年国际篮联世界锦标赛，均获得金牌。